# Beune (Dordogne)
Pour les articles homonymes, voir Beune.
Dans la région des Eyzies (Dordogne) le terme beune est un nom commun synonyme de ruisseau, parfois même en comprenant les rives, c’est-à-dire un fond de vallée.
Comme les mots Beune / beune / beunes reviennent très souvent dans des rapports scientifiques archéologiques, il y a une grande difficulté à distinguer les divers hydronymes, de l’emploi courant du terme régional. On présentera donc ici un essai de terminologie.

## Terminologie

### La Grande Beune
La Grande Beune ou Beune, 22,8 km, est un affluent rive gauche de la Vézère, elle prend sa source vers le 45e parallèle à l’ouest de la commune de Saint-Geniès, puis arrose Tamniès et rejoint la Vézère aux Eyzies, près du 1er méridien est.
En occitan, elle porte le nom de Beuna ou de Granda Beuna[réf. nécessaire].

### La Petite Beune
La Petite Beune devenant beune de Puymartin en amont, 9,5 km, prend sa source sur, et à la limite de la commune de Saint-André-d'Allas et de Marquay, près de la route de Sarlat, elle y alimente à sa source un captage en face du château de Puymartin. Elle reçoit plus bas la Beune du Paradoux et le ruisseau d’Allas.
La Petite Beune a la particularité d’avoir un bassin versant représentant la plus grande concentration au monde de grottes ornées du paléolithique. De Puymartin au confluent avec la Vézère, 15 grottes ornées sur environ 12 km ont été reconnues et publiées. Ne sont accessibles au public que les grottes de Bernifal, des Combarelles et de Font-de-Gaume. Ceci sans compter le bassin versant de la Grande Beune, avec notamment l’abri de Cap-Blanc.
De nombreux abris aménagés, non préhistoriques (cluzeaux), se trouvent dans les escarpements rocheux des rives.
La Petite Beune a un vallon particulièrement comblé par des sédiments et des tourbières profondes de plusieurs mètres (19 m au confluent avec la Grande Beune). Le niveau actuel a probablement enfoui de grands gisements préhistoriques comme en témoigne la grotte de Cazelle-Sud (rive gauche), découverte par les chercheurs de la Compagnie des Beunes, dont l’entrée est à fleur d’eau et qui contient néanmoins une quarantaine de gravures.
Avant et pendant la Seconde Guerre mondiale, le cours moyen fut cultivé en chènevières et tentative de rizière par de la main-d’œuvre servile, principalement annamite.

### La Beune du Paradoux
La Beune du Paradoux, avec 5 km, est le principal affluent de la Petite Beune qu’elle rejoint au moulin de Bénivet. Bien qu’elle soit plus longue que l’amont de la Petite Beune, ou beune de Puymartin, elle vient d’un vallon adjacent à la vallée principale. Le système Petite Beune comprenant la beune de Puymartin se développe dans une vallée bien plus large qui contient la D 47 vers Sarlat.

### La Beunote
Improprement portée Petite Beune sur les cartes de l’IGN, ce ruisseau de 3 km est un affluent de la Grande Beune, rive droite, et débouche au méridien du village de Sireuil.

## Étymologie
On trouve une graphie antérieure *Béon(n)e ainsi que des rivières Beuze ou Bèze en d’autres endroits.
Un mot gaulois °bedo, °bedum, « canal, fossé » peut donner les mots beu– par chute du –d– intervocalique, ou beusa mutation du d>s comme dans le verbe véder/véser, « voir » (véder ou véser proviennent du latin videre). Le suffixe –u(m)na est souvent employé en hydronymie (Dronne, Garonne, Vésone).
Localement, la beune est souvent restée un nom commun, en occitan la beuna [béuno].
En français, le même terme gaulois a donné « bief » ; en occitan, la besa, signifie exactement le bief, parfois on emploie la besalièra. En occitan de Gascogne on emploie le composé aigabès, de même origine (aiga, « eau » + bès).
L’explication par Bélénos ou Bélisama (comme pour Vesunna) est fantaisiste.

## Hydrologie
Un plan de prévention du risque inondation (PPRI) a été approuvé en 2000 pour la Vézère aux Eyzies-de-Tayac-Sireuil, ayant un impact sur ses rives ainsi que la partie aval de la Beune sur ses 300 derniers mètres,.

## Patrimoine des Beunes
Le 11 décembre 2015, le site de la vallée de la Vézère et de sa confluence avec les Beunes est classé par décret parmi les grands sites d'Aquitaine,,.
Patrimoine accessible au public :
- le château de Commarque
- le château de Laussel (vue extérieure)
- l’abri de Cap Blanc
- la grotte de Bernifal
- les grottes des Combarelles
- la grotte de Font-de-Gaume
- le roc de Cazelle (reconstitution sur site médiéval).

## Dans la littérature
- La Grande Beune, roman de Pierre Michon, éditions Verdier, 1995
  - Les Deux Beune, roman de Pierre Michon, éditions Verdier, 2023.